# Chiesa di San Pietro a Ovile
La chiesa di San Pietro a Ovile è un luogo di culto cattolico che si trova a Siena in via del Giglio, nel Borgo d'Ovile.

## Storia e descrizione
La chiesa sorge nei pressi dell'area dove si trovava il castellare dei Salvani, che fu distrutto dopo la disfatta dei Ghibellini nella battaglia di Colle Val d'Elsa (1269); il personaggio più noto della casata era Provenzano, condottiero dei Senesi nella battaglia di Montaperti (1260), a cui fu dedicato l'intero rione, detto appunto rione di Provenzano.
San Pietro a Ovile è uno dei titoli parrocchiali urbani più antichi di Siena. La sua esistenza è documentata dal secolo XII, ma presumibilmente più antica. L'antica parrocchia aveva sede dove ora sorge l'attuale Basilica di San Francesco. Nel 1236 papa Gregorio IX autorizzò i frati minori, già insediatisi a Siena presso l'Eremo di Ravacciano, a prendere possesso della più agevole Chiesa di San Pietro nel Borgo d'Ovile. Era tuttavia intenzione dei frati e della comunità cittadina di edificare un nuovo e più grande edificio di culto in onore del Santo serafico di Assisi, da poco canonizzato. L'antica chiesa di San Pietro fu pertanto demolita per far spazio al nuovo tempio francescano e ricostruita nel luogo attuale, a ridosso della cerchia duecentesca delle mura, già a partire dal 1247. Negli anni '20 del secolo XV fu parroco di San Pietro a Ovile il celebre Mariano da Siena, pellegrino più volte in Terrasanta e profondo conoscitore di quei luoghi e popolazioni. Mariano ha trasmesso nei suoi Diari una preziosa testimonianza storica e antropologica sugli scambi culturali e il clima di fede nel Mediterraneo del XV secolo.
Dal 1988, con provvedimento dell'arcivescovo senese Mario Jsmaele Castellano, il titolo parrocchiale fu soppresso e il suo territorio confluì, insieme a quelli di San Cristoforo e San Donato all'Abbadia, nella parrocchia dell'insigne collegiata di Santa Maria in Provenzano.
Dell'originaria costruzione romanica duecentesca della chiesa, rimaneggiata nell'interno ad aula absidata nel 1753, si conserva soltanto la facciata a capanna in mattoni, con il portale sormontato da una lunetta con un frammentario affresco di Rutilio Manetti.
Attualmente la chiesa è chiusa al pubblico. Al suo interno, lungo le pareti laterali, si conservano gli affreschi con sei Storie di san Pietro di Apollonio Nasini (anni '30 del secolo XVIII) e un frammento di un ciclo pittorico sulla Passione di Cristo, tra le più interessanti testimonianze della pittura senese del secolo XIII.
In San Pietro a Ovile era custodito un corredo pittorico e scultoreo di eccezionale importanza per la storia dell'arte senese dei secoli XIV e XV: tra i dipinti più noti la Madonna col Bambino e quattro Angeli, già attribuita ad un anonimo "Maestro di Ovile" oggi riferibile a Bartolomeo Bulgarini, uno scomparto di polittico con San Pietro apostolo di Luca di Tommé, una Madonna col Bambino di Andrea di Bartolo, il quattrocentesco polittico dell'Annunciazione tra i Santi Giovanni Battista e Bernardino da Siena di Matteo di Giovanni e il coevo Crocifisso di Giovanni di Paolo. Tutte queste opere sono oggi conservate a Siena nel Museo diocesano d'arte sacra, presso l'Oratorio di San Bernardino in piazza San Francesco, eccezion fatta per le statue lignee quattrocentesche della Madonna e di San Giovanni Evangelista di Domenico di Niccolò "dei cori", conservate nel Museo dell'Opera della Metropolitana. Due frammenti dell'Annunciazione che Matteo di Giovanni aveva realizzato per la chiesa di San Pietro a Ovile sono esposti all'estero: la Natività della Vergine a Parigi al Museo del Louvre e lo Sposalizio della Vergine a Filadelfia presso la Collezione Johnson.
Una piccola corte trecentesca è stata messa in luce, sul lato sinistro della facciata, dai lavori di ripristino effettuati negli anni '30 del XX secolo.